# Rigers Hoxha
Rigers Hoxha (sinh 9 tháng 3 năm 1985 ở Krujë) là một cầu thủ bóng đá Albania thi đấu cho KS Kastrioti ở Giải bóng đá hạng nhất quốc gia Albania.

## Danh hiệu
Kastrioti Krujë
- Kategoria Superiore Playoffs (2): 2009, 2010